# Иснело
Иснело (итал. Isnello) је насеље у Италији у округу Палермо, региону Сицилија.
Према процени из 2011. у насељу је живело 1352 становника. Насеље се налази на надморској висини од 608 м.

## Становништво
| 1931. | 1936. | 1951. | 1961. | 1971. | 1981. | 1991. | 2001. | 2011. |
| ----- | ----- | ----- | ----- | ----- | ----- | ----- | ----- | ----- |
| 3.679 | 3.381 | 3.697 | 3.508 | 2.827 | 2.502 | 2.136 | 1.923 | 1.598 |